# Mali Korinj
Mali Korinj je naselje v Občini Ivančna Gorica.